# 瓦尔登堡 (巴登-符腾堡州)
瓦尔登堡（德語：Waldenburg，發音：[ˈvaldn̩bʊʁk] ⓘ）是德国巴登-符腾堡州斯图加特行政区霍恩洛厄县的城市，面积31.55平方千米，2023年12月31日人口为3,040人。